# Урняк (Туймазинський район)
Урня́к (рос. Урняк, башк. Үрнәк) — присілок (в минулому селище) у складі Туймазинського району Башкортостану, Росія. Входить до складу Сайрановської сільської ради.
Населення — 7 осіб (2010; 9 у 2002).
Національний склад:
- башкири — 56 %
- татари — 44 %